# Camice (paramento liturgico)

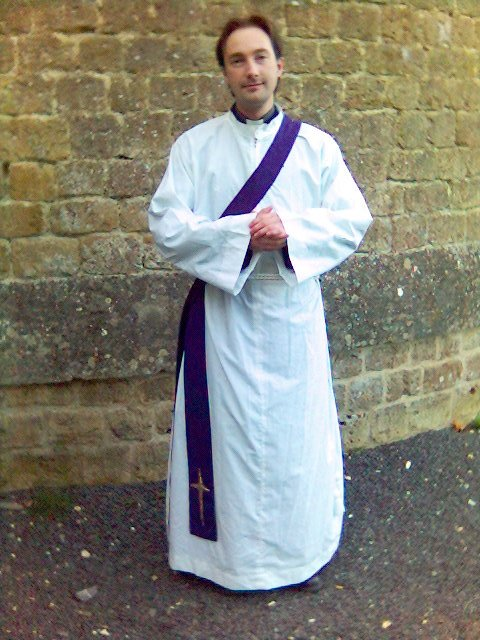
Un diacono indossa il camice con la stola.

Il camice, o alba (che nell'Alto Medioevo indicava la tunica clericale), è la veste bianca che indossano tutti coloro che officiano durante la liturgia cattolica. Essa è indossata non solo dal sacerdote celebrante, ma anche dai ministri e dai ministranti.

## Descrizione
Il camice è una veste lunga con maniche lunghe che copre tutto il corpo dalle spalle alle caviglie.
Nel rito romano, "la veste sacra comune a tutti i ministri ordinati e istituiti di qualsiasi grado è il camice stretto ai fianchi dal cingolo, a meno che non sia fatto in modo da aderire al corpo anche senza cingolo. Prima di indossare il camice, se questo non copre l’abito comune attorno al collo, si usi l’amitto. Il camice non può essere sostituito dalla cotta, neppure sopra la veste talare, quando, secondo le norme, si indossano la casula o la dalmatica, oppure quando si deve indossare la stola, senza la casula o la dalmatica.
Nella celebrazione della messa, "tutti coloro che indossano il camice, usino il cingolo e l’amitto, a meno che per la forma stessa del camice non siano necessari".
Tra le particolarità, alle estremità del camice, all'altezza degli orli, possono essere applicati ricami di ogni genere, che rendono alcuni camici molto preziosi. Sotto questi ricami vengono talora applicate delle fodere colorate, a seconda del "grado ecclesiastico" di chi lo indossa. Il camice può anche, più semplicemente, essere provvisto di qualche simbolo religioso o decorazioni di vario tipo.
I camici moderni, invece, sono provvisti di un colletto che aderisce al collo e sono muniti di cerniere sul petto o sulla spalla. Vi sono inoltre nuove tipologie di camice che richiamano le vesti monastiche con maniche larghe e cappucci.

## Simbologia
Indossando il camice si intende richiamare simbolicamente il battesimo, nel quale ogni cristiano riceve la nuova veste bianca, simbolo stesso della purezza di Cristo. 

Inoltre si può vedere in esso il richiamo a Ap 7, 14-15: 
Secondo il messale di San Pio V, il sacerdote, per richiamare tale simbologia, mentre lo indossa prima della Celebrazione eucaristica, recita la seguente preghiera (o la corrispettiva in latino): "Purificami, Signore, e monda il mio cuore, perché per il Sangue dell'Agnello senza macchia io meriti le gioie eterne".